# Polar Studios

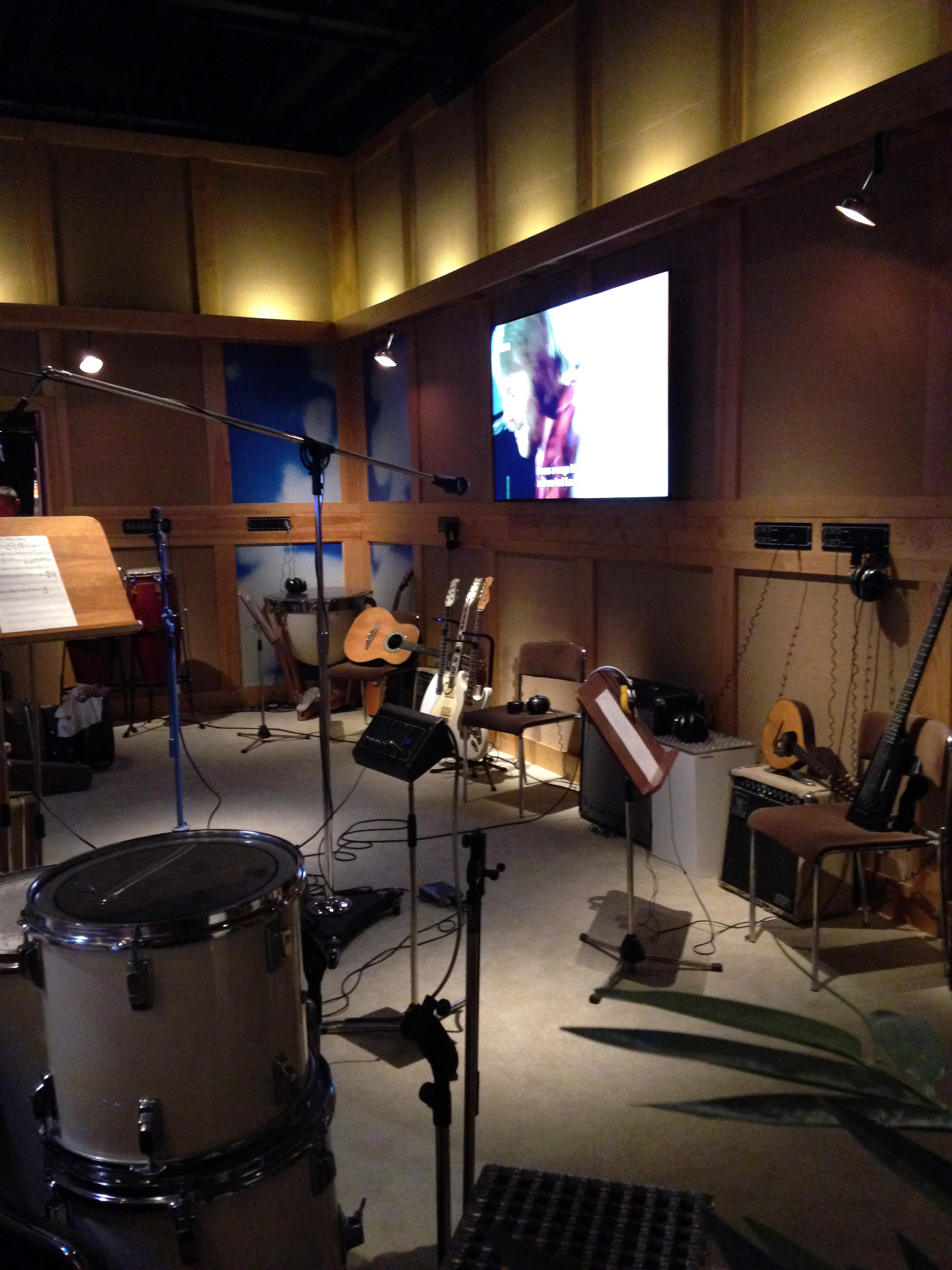
Reconstructie van de Polar Studios in het ABBA museum.

De Polar Studios zijn opnamestudio's in Stockholm die in 1978 werden opgericht door Benny Andersson en Björn Ulvaeus van ABBA samen met hun manager Stig Anderson. Polar Music International was hiervan de voorloper.
Het was de bedoeling om een complete studio te hebben zodat ABBA alle opnamefaciliteiten in één studio had. De studio's waren dan ook bij hun opening de modernste van de wereld. Het nieuws verspreidde zich en al snel stond Led Zeppelin aan de deur om hun album In through the out door op te nemen.
Tal van andere artiesten volgden, zoals Roxy Music, Adam Ant, Genesis, The Pretenders, Backstreet Boys, The Rolling Stones, Embracingfranki (Franki) en veel grote Zweedse artiesten van de laatste 20 jaar.
In 2004 werd de huur te duur voor de eigenaars en de grootste studio, "Studio A", werd gesloten. De mastering en "Studio B" bleven wel geopend.

## Wetenswaardigheden
- De videoclip voor ABBA's Gimme! Gimme! Gimme! (A Man After Midnight) werd in de studio opgenomen.